# Ophioglossum cumingianum
Ophioglossum cumingianum là một loài dương xỉ trong họ Ophioglossaceae. Loài này được C.Presl mô tả khoa học đầu tiên năm 1845.
Danh pháp khoa học của loài này chưa được làm sáng tỏ. 